# Bouke van der Kooij
Bouke Johannes Gaele van der Kooij (Kampen, 20 juni 1947) is een Nederlands ondernemer en voormalig politicus voor de Volkspartij voor Vrijheid en Democratie (VVD).

## Levensloop
Na de HBS ging van der Kooij elektrotechniek studeren aan de Hogere Technische School Leeuwarden. Daarna studeerde hij tot 1977 bedrijfskunde en elektrotechniek aan de Technische Universiteit Delft. Hij begon zijn carrière als assistent van de raad van bestuur van het Holec NV te Utrecht. Van 11 november 1982 tot 3 juni 1986 was hij lid van de Tweede Kamer der Staten-Generaal. In het parlement hield hij zich voornamelijk bezig met innovatie, economische zaken, industriebeleid, luchtvaart en wetenschapsbeleid. Vanaf 1986 is van der Kooij directeur van de Ashmore Software B.V. en hoogleraar management en innovatie aan de Technische Universiteit Eindhoven. Hij is anno 2011 ook werkzaam als organisatieadviseur en vastgoedhandelaar.
Van der Kooij is getrouwd en woonachtig in te Bilthoven.

## Partijpolitieke functies
- Secretaris van de VVD afdeling Denekamp
- Lid van de VVD werkgroep micro-elektronica

## Publicaties
Publicaties over de onderwerpen management en innovatie, o.a. Innovatie gedefinieerd; een analyse en een voorstel, research paper Technische Universiteit Eindhoven 1988, alsmede de boeken:
Microcomputers, innovatie in de elektronica, Kluwer 1978, 179 pag.
Management van Innovatie: de mens als vergeten dimensie, Kluwer 1983, 228 pag.
Innovatie: van onbehagen tot durf, Stubeg, Hoogezand, 1989, 300 pag.
- International Standard Name Identifier: 0000 0000 2105 165X
- Library of Congress Control Number: n78091688
- Nationale Bibliotheek van Polen: a0000003596314
- Nederlandse Thesaurus van Auteursnamen: 074591959
- Parlement.com: vg09llnomzzk
- Virtual International Authority File: 441148995846859750765
- WorldCat: E39PBJdWVP84Kvjv3JGmD3HV4q